# 雲松駅
雲松駅（ウンソンえき、朝鮮語: 운송역）は朝鮮民主主義人民共和国慈江道前川郡にある駅で、満浦線に属する。 

## 隣の駅
満浦線
雲里駅 - 雲松駅 - 前川駅